# آرتشتايب إنترتنمنت
آرتشيتايب إنترتنمنت (بالإنجليزية: Archetype Entertainment)، هي شركة أمريكية مطورة لألعاب الفيديو، تأسست الشركة سنة 2019، وتقع مقرها في مدينة أوستن الأمريكية.